# Halleneuropameisterschaften im Bogenschießen 2006
Die 10. Halleneuropameisterschaften im Bogenschießen wurden vom 13. bis 18. März 2006 in der spanischen Stadt Jaén ausgetragen.

## Ergebnisse

### Recurvebogen
| Disziplin         | Gold                                                      | Silber                                                      | Bronze                                                      |
| ----------------- | --------------------------------------------------------- | ----------------------------------------------------------- | ----------------------------------------------------------- |
| Männer Einzel     | Alessandro Rivolta                                        | Markijan Iwaschko                                           | Marco Galiazzo                                              |
| Frauen Einzel     | Bérengère Schuh                                           | Naomi Folkard                                               | Almudena Gallardo                                           |
| Männer Mannschaft | Ukraine Markijan Iwaschko Wiktor Ruban Pawlo Bekker       | Italien Michele Frangilli Marco Galiazzo Alessandro Rivolta | Frankreich Jérôme Firon Michael Verge Olivier Tavernier     |
| Frauen Mannschaft | Türkei Derya Bard Sarıaltın Natalia Nasaridze Damla Günay | Ukraine Tetjana Dorochowa Wiktorija Kowal Kateryna Palecha  | Deutschland Christina Schäfer Kristina Berger Elena Richter |

### Compoundbogen
| Disziplin         | Gold                                                           | Silber                                                | Bronze                                                        |
| ----------------- | -------------------------------------------------------------- | ----------------------------------------------------- | ------------------------------------------------------------- |
| Männer Einzel     | Jean-Marc Beaud                                                | Dominique Genet                                       | Emiel Custers                                                 |
| Frauen Einzel     | Camilla Sømod                                                  | Valérie Fabre                                         | Amandine Bouillot                                             |
| Männer Mannschaft | Dänemark Martin Damsbo Erik Nielsen Tom Henriksen              | Italien Stefano Mazzi Sergio Pagni Antonio Tosco      | Frankreich Jean-Marc Beaud Sébastien Brasseur Dominique Genet |
| Frauen Mannschaft | Russland Oktjabrina Bolotowa Sofja Gontscharowa Anna Kasanzewa | Italien Paola Galletti Eugenia Salvi Michela Spangher | Spanien Fátima Agudo Julia Benito Teresa Ronco                |

## Medaillenspiegel
| Platz  | Land           | Gold | Silber | Bronze | Gesamt |
| ------ | -------------- | ---- | ------ | ------ | ------ |
| 1      | Frankreich     | 2    | 2      | 3      | 7      |
| 2      | Dänemark       | 2    | –      | –      | 2      |
| 3      | Italien        | 1    | 3      | 1      | 5      |
| 4      | Ukraine        | 1    | 2      | –      | 3      |
| 5      | Russland       | 1    | –      | –      | 1      |
| 5      | Türkei         | 1    | –      | –      | 1      |
| 7      | Großbritannien | –    | 1      | –      | 1      |
| 8      | Spanien        | –    | –      | 2      | 2      |
| 9      | Deutschland    | –    | –      | 1      | 1      |
| 9      | Niederlande    | –    | –      | 1      | 1      |
| Gesamt | Gesamt         | 8    | 8      | 8      | 24     |